# Ciclismo ai Giochi della XXVIII Olimpiade - Velocità femminile
Le gare di Velocità femminile dei Giochi della XXVIII Olimpiade furono corse dal 22 al 24 agosto all'Athens Olympic Sports Complex, in Grecia. La medaglia d'oro fu vinta dalla canadese Lori-Ann Muenzer.
Vide la partecipazione di 12 atlete. La gara consisteva nell'effettuare tre giri di pista, ma solo il tempo degli ultimi 200 metri era quello ufficiale.

## Risultati

### Round di qualificazione
Il round di qualificazione servì per decidere gli accoppiamenti degli ottavi di finale.
| Pos. | Atleta                | Tempo  | Media (km/h) | Note |
| ---- | --------------------- | ------ | ------------ | ---- |
| 1    | Anna Meares           | 11"291 | 63,767       |      |
| 2    | Natallja Cylinskaja   | 11"364 | 63,357       |      |
| 3    | Tamilla Abassova      | 11"364 | 63,357       |      |
| 4    | Lori-Ann Muenzer      | 11"380 | 63,268       |      |
| 5    | Yvonne Hijgenaar      | 11"400 | 63,157       |      |
| 6    | Simona Krupeckaitė    | 11"430 | 62,992       |      |
| 7    | Svetlana Grankovskaya | 11"456 | 62,849       |      |
| 8    | Daniela Larreal       | 11"597 | 62,085       |      |
| 9    | Jennie Reed           | 11"622 | 61,951       |      |
| 10   | Victoria Pendleton    | 11"646 | 61,823       |      |
| 11   | Katrin Meinke         | 11"655 | 61,776       |      |
| 12   | Evgenija Radanova     | 12"457 | 57,798       |      |

### Primo turno
Le vincitrici di ogni gara passarono ai quarti, le altre ai ripescaggi.
| Manche | Atleta                | Tempo  | Pos. | Note |
| ------ | --------------------- | ------ | ---- | ---- |
| 1      | Anna Meares           | 11"927 | 1    | Q    |
| 1      | Evgenija Radanova     | -      | 2    |      |
| 2      | Natallja Cylinskaja   | 11"846 | 1    | Q    |
| 2      | Katrin Meinke         | -      | 2    |      |
| 3      | Tamilla Abassova      | 11"714 | 1    | Q    |
| 3      | Victoria Pendleton    | -      | 2    |      |
| 4      | Lori-Ann Muenzer      | 11"881 | 1    | Q    |
| 4      | Jennie Reed           | -      | 2    |      |
| 5      | Daniela Larreal       | 11"849 | 1    | Q    |
| 5      | Yvonne Hijgenaar      | -      | 2    |      |
| 6      | Simona Krupeckaitė    | 11"849 | 1    | Q    |
| 6      | Svetlana Grankovskaya | -      | 2    |      |

#### Ripescaggio primo turno
Le sei cicliste sconfitte gareggiarono nei ripescaggi in gare da tre atlete ognuna; le vincitrici passarono ai quarti.
| Manche | Atleta                | Tempo  | Pos. | Note |
| ------ | --------------------- | ------ | ---- | ---- |
| 1      | Svetlana Grankovskaya | 12"015 | 1    | Q    |
| 1      | Jennie Reed           | -      | 2    |      |
| 1      | Evgenija Radanova     | -      | 3    |      |
| 2      | Katrin Meinke         | 12"132 | 1    | Q    |
| 2      | Yvonne Hijgenaar      | -      | 2    |      |
| 2      | Victoria Pendleton    | -      | 3    |      |

### Quarti
Passarono al turno successivo le cicliste che sconfissero il loro avversario due volte.
| Manche | Atleta                | Manche1 | Manche2 | Spareggio | Pos. | Note |
| ------ | --------------------- | ------- | ------- | --------- | ---- | ---- |
| 1      | Anna Meares           | ?       | ?       |           | 1    | Q    |
| 1      | Katrin Meinke         |         |         |           | 2    |      |
| 2      | Svetlana Grankovskaya | ?       | ?       |           | 1    | Q    |
| 2      | Natallja Cylinskaja   |         |         |           | 2    |      |
| 3      | Tamilla Abassova      | ?       |         | ?         | 1    | Q    |
| 3      | S. Krupeckaitė        |         | ?       |           | 2    |      |
| 4      | Lori-Ann Muenzer      | ?       | ?       |           | 1    | Q    |
| 4      | Daniela Larreal       |         |         |           | 2    |      |

### Semifinali
| Manche | Atleta                | Manche1 | Manche2 | Spareggio | Pos. | Note |
| ------ | --------------------- | ------- | ------- | --------- | ---- | ---- |
| 1      | Lori-Ann Muenzer      |         | ?       | ?         | 1    | Q    |
| 1      | Anna Meares           | ?       |         |           | 2    |      |
| 2      | Tamilla Abassova      |         | ?       | ?         | 1    | Q    |
| 2      | Svetlana Grankovskaya | ?       |         |           | 2    |      |

### Turno finale

#### 9º – 12º posto
| Pos. | Atleta              | Tempo  | Note |
| ---- | ------------------- | ------ | ---- |
| 9    | Vicktoria Pendleton | 12"699 |      |
| 10   | Jennie Reed         |        |      |
| 11   | Yvonne Hijgenaarr   |        |      |
| 12   | Evgeniya Radanova   |        |      |

#### 5º – 8º posto
| Pos. | Atleta              | Tempo  | Note |
| ---- | ------------------- | ------ | ---- |
| 5    | Natallja Cylinskaja | 12"457 |      |
| 6    | Katrin Meinke       |        |      |
| 7    | Simona Krupeckaitė  |        | DNF  |
| 8    | Daniela Larreal     |        | DSQ  |

#### 1º – 4º posto
Gara per l'oro
| Pos. | Atleta           | Manche1 | Manche2 | Note |
| ---- | ---------------- | ------- | ------- | ---- |
| 1    | Lori-Ann Muenzer | ?       | ?       |      |
| 2    | Tamilla Abassova |         |         |      |

Gara per il bronzo
| Pos. | Atleta                | Manche1 | Manche2 | Note |
| ---- | --------------------- | ------- | ------- | ---- |
| 3    | Anna Meares           | ?       | ?       |      |
| 4    | Svetlana Grankovskaya |         |         |      |